# Атласская славка

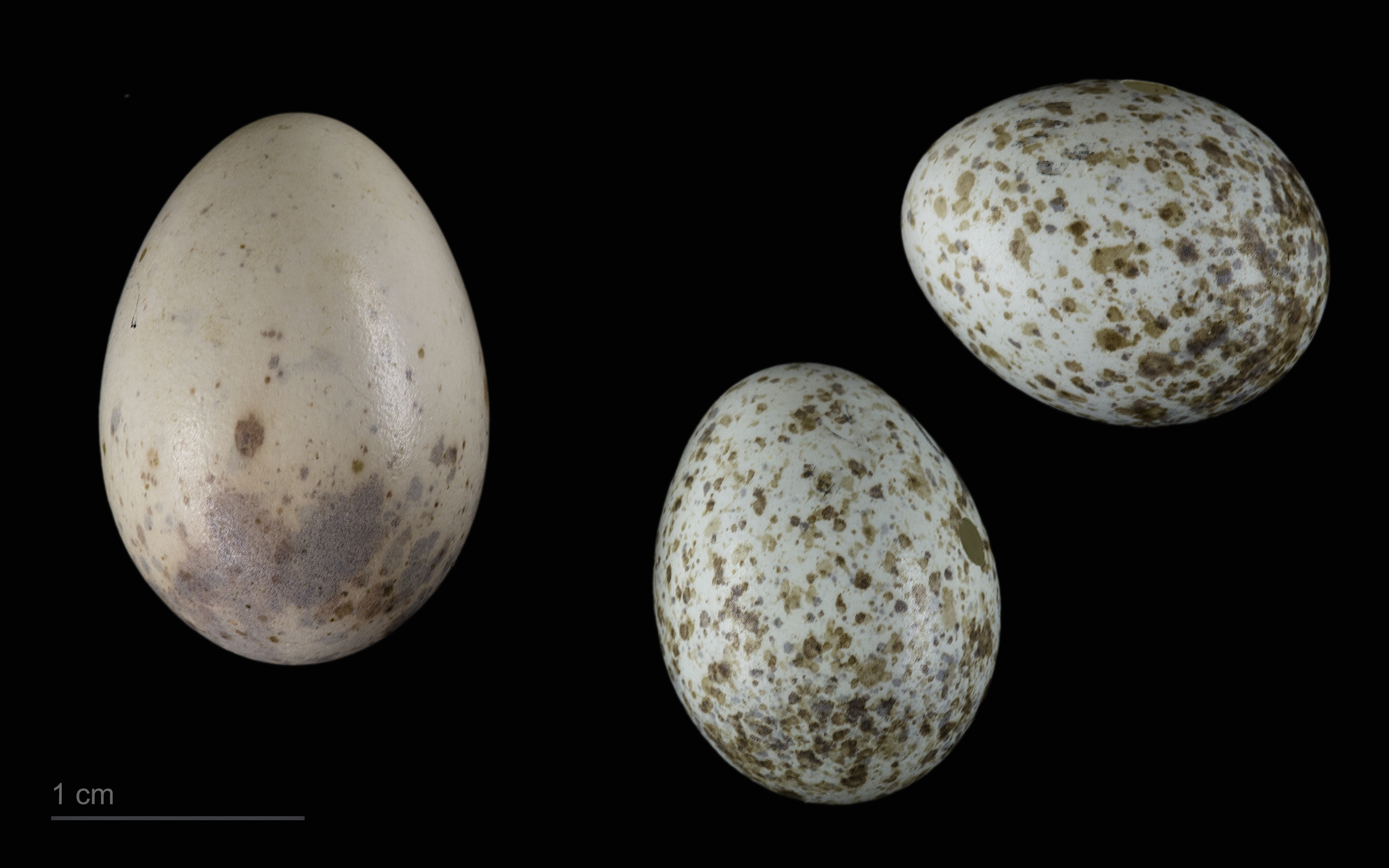
яйцо Cuculus canorus bangsi + Sylvia deserticola — Тулузский музей

Атласская славка (лат. Curruca deserticola) — вид новонёбных птиц из семейства славковых. Распространён в северо-западной Африке и Южной Европе. Обитают в субтропических и тропических (низменных) засушливых кустарниковых местностях, местностях с кустарником средиземноморского типа и раскалённой пустыне; в местах зимовки, в Марокко, населяют местности более низкие и более открытые, на кромках пустынь, включая оазисы, солёные участки и руслах рек. На высоте от 1000 до 2500 метров над уровнем моря. Длина тела птиц 12—14 см; размах крыльев 13—17 см. Питаются в основном насекомыми. Птицы в поисках пищи исследуют кусты, перепрыгивая с ветки на ветку, также пищу ищут среди густой травы.
Гнёзда строят в кустарниках, на высоте от 1 до 1,5 метров над землёй. Самка откладывает от трёх до пяти яиц.
Известно два подвида:
- Curruca deserticola deserticola — гнездятся в Сахарском Атласе и горах Аурес, от Айн-Сефра (северо-запад Алжира) восточнее до Гафсы (Тунис); зимуют на юге в центральном и южном Алжире (Тадемаит, Тассилин-Адджер, Ахаггар), северо-восточном Мали и центральной Ливии[9];
- Curruca deserticola maroccana — гнездятся в Антиатласе, Хаут-Атласе и Мойен-Атласе, от Jebel Igdet (Марокко) восточнее до Тлемсена (северо-запад Алжира); зимуют на юге в западных оазисах пустыни Сахара (на юге до Нуакшота, в западной Мавритании)[9].